# Luigi Travaglino
Luigi Travaglino (* 6. September 1939 in Brusciano, Provinz Neapel, Italien) ist ein italienischer Geistlicher und emeritierter römisch-katholischer Erzbischof sowie ehemaliger Diplomat des Heiligen Stuhls.

## Leben
Luigi Travaglino empfing am 15. August 1962 das Sakrament der Priesterweihe für das Bistum Nola. Er wurde im Fach Kanonisches Recht promoviert.
Travaglino schloss weiterführende Studien an der Päpstlichen Diplomatenakademie ab und trat 1970 in den diplomatischen Dienst des Heiligen Stuhls ein. Zunächst war er als beigeordneter Sekretär in der Apostolischen Nuntiatur in Bolivien tätig. 1971 wurde Luigi Travaglino Nuntiatursekretär in Bolivien. Papst Paul VI. verlieh ihm am 8. September 1972 den Ehrentitel Kaplan Seiner Heiligkeit (Monsignore). Von 1972 bis 1973 war Luigi Travaglino als Nuntiatursekretär in der Apostolischen Nuntiatur in Äthiopien tätig. Er wechselte 1973 an die Apostolische Nuntiatur in Portugal. 1975 wurde Luigi Travaglino Nuntiatursekretär für Skandinavien und 1976 zudem Nuntiatursekretär in Island. Er wechselte 1977 an die Apostolische Nuntiatur in Zaire. 1979 wurde Travaglino Auditor in Zaire. Luigi Travaglino wurde 1981 Auditor in El Salvador. 1983 wechselte er an die Apostolische Nuntiatur in den Niederlanden. 1984 wurde Luigi Travaglino Nuntiaturrat in der Apostolischen Nuntiatur in den Niederlanden. Am 25. März 1985 verlieh ihm Papst Johannes Paul II. den Titel Ehrenprälat Seiner Heiligkeit. Travaglino wurde 1986 Nuntiaturrat in Griechenland. 1989 wurde er Nuntiaturrat im Dienst der Sektion für Allgemeine Angelegenheiten des Staatssekretariates. Luigi Travaglino wurde 1990 Nuntiaturrat im Dienst der Sektion für die Beziehungen mit den Staaten des Vatikanischen Staatssekretariates.
Am 4. April 1992 ernannte ihn Papst Johannes Paul II. zum Titularerzbischof von Litterae und zum Pro-Nuntius in Gambia, Guinea sowie Liberia und spendete ihm am 26. April desselben Jahres im Petersdom die Bischofsweihe; Mitkonsekratoren waren Kardinalstaatssekretär Angelo Sodano und der Erzbischof von Krakau, Franciszek Kardinal Macharski.
Am 2. Mai 1995 wurde Luigi Travaglino zum Apostolischen Nuntius in Nicaragua berufen. Am 30. Oktober 2001 ernannte ihn Johannes Paul II. zum Offizial im Vatikanischen Staatssekretariat.
Papst Benedikt XVI. ernannte ihn am 5. Januar 2011 zum Ständigen Beobachter bei der Ernährungs- und Landwirtschaftsorganisation (FAO) der Vereinten Nationen und beim Internationalen Fonds für landwirtschaftliche Entwicklung (IFAD) sowie beim Welternährungsprogramm der Vereinten Nationen (WFP). Zudem berief ihn Benedikt XVI. am 8. September 2012 zum Apostolischen Nuntius in Monaco.
Seine Amtszeit als Nuntius in Monaco endete am 16. Januar 2016 mit der Ernennung seines Nachfolgers.